# Deborah Ellis
Deborah Ellis (nacida el 7 de agosto de 1960)  en Cochrane, Ontario, tuvo que mudarse varias veces en su infancia debido al trabajo de sus padres. Ellis decidió comenzar a escribir cuando tenía entre 11 y 12 años de edad. Cuando creció, su obra y su escritura fueron hechas principalmente mediante el viajar y hablar a otros que tienen problemas y documentar las cosas principales. Ella inició la escritura de su primer libro, El pan de la guerra, un tiempo después.

## Trayectoria
Deborah Ellis es una activista antiguerra muy activa. Viajó a Pakistán en 1997 para ayudar en un campo de refugiados afgano; a partir de estas entrevistas ella escribió la serie de cuatro partes que incluyen El pan de la guerra (The Breadwinner en inglés), un libro sobre una chica llamada Parvana; Parvana's Journey (el viaje de Parvana), su secuela; Mud City (ciudad de lodo), acerca de una chica llamada Shauzia, la mejor amiga de Parvana; y un libro adulto, Women of the Afghan War (mujeres de la guerra de Afganistán). Mientras que El pan de la guerra fue inspirado por una entrevista con una madre en un campo de refugiados, los libros subsecuentes en la trilogía fueron exploraciones más imaginativas de cómo los niños habrían sobrevivido. 
En 1999, fue publicada su novela para jóvenes adultos Looking for X (buscando por X), que trata sobre una joven muchacha en su vida diaria en una pobre área de Toronto, Ontario, y recibió el premio Governor General's Award.
Ellis también escribió un libro con Eric Walters sobre los ataques terroristas trazados en Canadá. El libro es llamado Bifocal, y resalta a dos muchachos y sus posiciones en la historia sobre lo que sucede. Bifocal es un libro sobre racismo y el enraizamiento de los terroristas en Canadá.
Uno de sus trabajos más conocidos es The Heaven Shop (la tienda del cielo) que trata sobre una familia de huérfanos en Malawi, quienes están luchando con un repentino desplazamiento como resultado del impacto del VIH/SIDA. La novela fue escrita para disipar mitos sobre el VIH/SIDA y celebra el coraje de los niños que lo sufren.
En 2006, Ellis fue nombrada a la Orden de Ontario.
En 2008, Ellis publicó Lunch with Lenin and Other Stories (almuerzo con Lenin y otras historias), una colección de historias cortas que exploran las vidas de los niños que han sido afectados directa o indirectamente por las drogas. Las historias se establecen en escenarios tan diversos como un remoto y pequeño pueblo en el norte de Estados Unidos, hasta la Plaza Roja de Moscú y una granja de opio en Afganistán.
Ellis recibió los premios Governor General’s Award, Jane Addams Children’s Book Award, Vicky Metcalf Award por sus obras en conjunto, un ALA Notable, y el premio Children’s Africana Book Award Honor Book for Older Readers.
Considerada una de las escritoras más populares para jóvenes adultos, Ellis es también una filántropa, donando casi todas sus regalías en libros a organizaciones tales como "Women for Women in Afghanistan" (mujeres para mujeres en Afganistán) y UNICEF.
Más tarde, ella escribió uno de sus más recientes superventas, I Am A Taxi (yo soy un taxi). I Am A Taxi habla sobre un chico llamado Diego cuya familia fue acusada injustamente de producir cocaína. Un accidente causó que la familia de Diego debiera a la prisión tanto dinero, que el chico se sintió tan culpable que corrió a conseguir un trabajo. Él terminó en "puentes" de cocaína, donde las hojas de coca se vuelven una pasta, y la historia sigue su aventura a partir de ahí. La secuela, Sacred Leaf (hoja sagrada), habla sobre el tiempo de Diego con la familia Ricardo (una familia que ayudó a Diego) y una gigante protesta sobre la pasta de cocaína.

## Obras
En negrita figuran las obras publicadas en español.

### Novelas

#### Independientes
- Sinnombre (Looking for X, 1999)
- Women of the Afghan War (2000)
- Una compañía de locos (A Company of Fools, 2002)
- La tienda del cielo (The Heaven Shop, 2004)
- Soy un taxi (I Am a Taxi, 2006)
- Click (con David Almond, Eoin Colfer, Roddy Doyle, Nick Hornby, Margo Lanagan, Gregory Maguire, Ruth Ozeki, Linda Sue Park, and Tim Wynne-Jones, 2007)
- Jakeman (2007)
- Bifocal (con Eric Walters, 2007)
- Sacred Leaf (2007)
- Off to War (2008)
- We Want You to Know: Kids Talk About Bullying (2009)
- Ningún lugar seguro (No Safe Place, 2010)
- No cualquier día (No Ordinary Day, 2011)
- Maldita seas, Casey o Bichos raros (True Blue, 2011)
- La ciudad de los sueños (The Cat at The Wall, 2014)
- Moon at Nine (2014)

#### Serie El pan de la guerra
- El pan de la guerra (The Breadwinner, 2001)
- El viaje de Parvana (Parvana's Journey, 2002)
- Ciudad de barro o Shauzia (Mud City, 2003)
- Me llamo Parvana (My Name is Parvana, 2012)
- Una montaña más (One More Mountain, 2022)

### Cuentos
- Lunch with Lenin and Other Stories (2008)
- Sentados (Sit, 2017)

### No ficción
- Mi historia comienza aquí (My Story Starts Here, 2019)

## Vida personal
Ellis es lesbiana.